# Salettes (Haute-Loire)
Salettes település Franciaországban, Haute-Loire megyében. Lakosainak száma 154 fő (2022. január 1.). Salettes Issarlès, Alleyrac, Arlempdes, Goudet, Lafarre, Présailles, Saint-Martin-de-Fugères és Vielprat községekkel határos.

## Népesség
A település népessége az elmúlt években az alábbi módon változott:
| Lakosok száma | 419  | 274  | 190  | 152  | 145  | 140  | 136  | 136  | 142  | 154  |
|               | 1968 | 1982 | 1990 | 2006 | 2013 | 2015 | 2017 | 2019 | 2020 | 2022 |